# Comisión Permanente del Pacífico Sur
La Comisión Permanente del Pacífico Sur (CPPS) es un organismo intergubernamental instituido en la Declaración de Santiago de 1952 que estableció la tesis de las 200 millas marinas de mar territorial. Cuya sede permanente con su secretaría general se encuentra en la ciudad de Guayaquil, Ecuador. 

## Objetivos
La Comisión Permanente del Pacífico Sur es un sistema marítimo regional, una alianza, una opción estratégica, política y operativa en el Pacífico Sudeste, para consolidar la presencia de los países ribereños en dicha área geográfica y su proyección de manera efectiva y coordinada, tanto hacia las zonas aledañas cuanto a la vinculación con la Cuenca del Pacífico.
También realiza estudios científicos sobre el Fenómeno de El Niño mediante buques de investigación conjunta. 
Coordina un mecanismo de alerta ante tsunamis en el Pacífico Sudoeste.
Es un Organismo Regional de Ordenación Pesquera que combate la pesca no declarada y no reglamentada.
Fomenta la pesca artesanal y transfiere tecnología para mejorar la sustentabilidad de este sector.
Realiza valoración de los ecosistemas marino costeros de la región.

## Organización
La Comisión Permanente del Pacífico Sur tiene una Secretaría Ejecutiva con sede en Lima.
Conforma grupos de trabajo sobre varios ámbitos:
1. Dirección de asuntos científicos y recursos pesqueros
  1. Grupo de Trabajo Especializado en Circulación Marina en el Océano Pacífico Sudoriente[4]
  2. Grupo de Trabajo del Régimen Financiero
  3. Grupo de Trabajo sobre Tsunamis[5]
  4. Grupo de Trabajo sobre Diversidad Biológica Marina en Áreas fuera de la Jurisdicción Nacional
  5. Grupo de Trabajo PAR Tiburón[6]
  6. Comité Cientifico Regional ERFEN[7]
  7. Grupo de Trabajo Especializado en Bases de Datos
  8. Comité Crucero Oceanográfico Regional[8]
  9. Grupo de Gestión Marina de la Zona Costera en el Pacífico Sudeste
  10. GRASP (GOOS)
2. Dirección de Asuntos Jurídicos y Política Marítima Internacional
  1. Grupo de Trabajo para el Análisis y Actualización del Estatuto y Reglamento de la CPPS y Normas de Carácter Administrativo, Financiero y Control Interno de la Secretaría General

Ejecuta un Plan de Acción para la Protección del Medio Marino y las Áreas Costeras del Pacífico Sudeste desde 1981.

## Miembros
Países suscriptores de la Declaración de Santiago: Ecuador, Chile, Perú.
Países adherentes: Colombia (incorporado en 1979).

## Combate contra la Contaminación del Pacífico Sudeste
Los países que integran la Comisión Permanente del Pacífico Sur han suscrito varios protocolos sobre cuidado ambiental:
1. El 22 de julio de 1983 suscribieron un Protocolo Complementario que regula la emisión de contaminantes hidrocarburíferos y otras sustancias nocivas en el Océano Pacífico.
2. El 22 de julio de 1983 suscribieron un Protocolo para la Protección del Pacífico Sudeste contra la Contaminación Proveniente de Fuentes Terrestres.